# Sloveens voetbalelftal in 1996
Het Sloveens voetbalelftal speelde in totaal acht interlands in het jaar 1996, waaronder drie duels in de kwalificatiereeks voor het WK voetbal 1998 in Frankrijk. De ploeg stond onder leiding van bondscoach Zdenko Verdenik, de opvolger van de eind 1993 opgestapte Bojan Prašnikar. Op de in 1993 geïntroduceerde FIFA-wereldranglijst zakte Slovenië in 1996 van de 70ste (januari 1996) naar de 77ste plaats (december 1996).

## Balans
| Wedstrijden | Wedstrijden | Wedstrijden | Wedstrijden | Doelpunten | Doelpunten | Doelpunten | Punten |
| Gespeeld    | Winst       | Gelijk      | Verlies     | Voor       | Tegen      | Saldo      | Punten |
| ----------- | ----------- | ----------- | ----------- | ---------- | ---------- | ---------- | ------ |
| 8           | 1           | 3           | 4           | 11         | 12         | –1         | 0.625  |

## Interlands
|                                                                |                      |       | |                                                                                    |
| 7 februari Vriendschappelijk № 23 «onderlinge duels» 16:30 uur | IJsland              | 1 – 7 | Slovenië | Ta' Qali Stadium, Ta' Qali Toeschouwers: 450 Scheidsrechter: Lawrence Sammut (MLT) |
| 7 februari Vriendschappelijk № 23 «onderlinge duels» 16:30 uur | Ólafur Þórðarson 40' |       | 42' Sašo Udovič 48' Sašo Udovič 57' Sašo Udovič 69' Sašo Udovič 74' Sašo Udovič 79' Matjaž Florjančič 83' Ermin Šiljak | Ta' Qali Stadium, Ta' Qali Toeschouwers: 450 Scheidsrechter: Lawrence Sammut (MLT) |

|                                                                |       |       |          |                                                                                        |
| 9 februari Vriendschappelijk № 24 «onderlinge duels» 18:30 uur | Malta | 0 – 0 | Slovenië | Ta' Qali Stadium, Ta' Qali Toeschouwers: 500 Scheidsrechter: Guðmundur Maríasson (ISL) |
| 9 februari Vriendschappelijk № 24 «onderlinge duels» 18:30 uur |       |       |          | Ta' Qali Stadium, Ta' Qali Toeschouwers: 500 Scheidsrechter: Guðmundur Maríasson (ISL) |

|                                                                 |                                                               |       |                         |                                                                                    |
| 11 februari Vriendschappelijk № 25 «onderlinge duels» 14:30 uur | Rusland                                                       | 3 – 1 | Slovenië                | Ta' Qali Stadium, Ta' Qali Toeschouwers: 4.000 Scheidsrechter: Charles Agius (MLT) |
| 11 februari Vriendschappelijk № 25 «onderlinge duels» 14:30 uur | Igor Simutenkov 13' Dmitri Alenitsjev 18' Igor Simutenkov 73' |       | 80' (pen.) Primož Gliha | Ta' Qali Stadium, Ta' Qali Toeschouwers: 4.000 Scheidsrechter: Charles Agius (MLT) |

|                                                              |       |       |          |                                                                                 |
| 27 maart Vriendschappelijk № 26 «onderlinge duels» 20:15 uur | Polen | 0 – 0 | Slovenië | Stadion Widzewa, Łódź Toeschouwers: 8.000 Scheidsrechter: Vladimír Hriňák (SVK) |
| 27 maart Vriendschappelijk № 26 «onderlinge duels» 20:15 uur |       |       |          | Stadion Widzewa, Łódź Toeschouwers: 8.000 Scheidsrechter: Vladimír Hriňák (SVK) |

|                                                            |                                              |       |          |                                                                                                  |
| 24 april WK-kwalificatie № 27 «onderlinge duels» 20:30 uur | Griekenland                                  | 2 – 0 | Slovenië | Olympisch Stadion Spyridon Louis, Athene Toeschouwers: 5.053 Scheidsrechter: Rune Pedersen (NOR) |
| 24 april WK-kwalificatie № 27 «onderlinge duels» 20:30 uur | Daniel Batista Lima 56' Demis Nikolaidis 66' |       |          | Olympisch Stadion Spyridon Louis, Athene Toeschouwers: 5.053 Scheidsrechter: Rune Pedersen (NOR) |

|                                                            |                                 |       |                                    |                                                                                         |
| 21 mei Vriendschappelijk № 28 «onderlinge duels» 20:00 uur | Slovenië                        | 2 – 2 | VA Emiraten                        | Stadion za Bežigradom, Ljubljana Toeschouwers: 2.500 Scheidsrechter: Mateo Beusan (CRO) |
| 21 mei Vriendschappelijk № 28 «onderlinge duels» 20:00 uur | Ermin Šiljak 57' Amir Karič 60' |       | 48' Bakhit Zouhir 50' Sa'ad Bakhit | Stadion za Bežigradom, Ljubljana Toeschouwers: 2.500 Scheidsrechter: Mateo Beusan (CRO) |

|                                                               |          |                                          |            |                                                                                      |
| 1 september WK-kwalificatie № 29 «onderlinge duels» 20:30 uur | Slovenië | 0 – 2                                    | Denemarken | Stadion za Bežigradom, Ljubljana Toeschouwers: 3.200 Scheidsrechter: Urs Meier (SUI) |
| 1 september WK-kwalificatie № 29 «onderlinge duels» 20:30 uur |          | 78' Allan Nielsen 89' Michael Schjønberg |            | Stadion za Bežigradom, Ljubljana Toeschouwers: 3.200 Scheidsrechter: Urs Meier (SUI) |

|                                                               |                           |       |                               |                                                                                          |
| 10 november WK-kwalificatie № 30 «onderlinge duels» 15:00 uur | Slovenië                  | 1 – 2 | Bosnië en Herzegovina         | Stadion za Bežigradom, Ljubljana Toeschouwers: 3.200 Scheidsrechter: Charles Agius (MLT) |
| 10 november WK-kwalificatie № 30 «onderlinge duels» 15:00 uur | Zlatko Zahovič 41' (pen.) |       | 5' Elvir Bolić 33' Meho Kodro | Stadion za Bežigradom, Ljubljana Toeschouwers: 3.200 Scheidsrechter: Charles Agius (MLT) |

## FIFA-wereldranglijst
| JAN | FEB | MAR | APR | MEI | JUN | JUL | AUG | SEP | OKT | NOV | DEC |
| --- | --- | --- | --- | --- | --- | --- | --- | --- | --- | --- | --- |
| 70  | 61  | 61  | 58  | 56  | 56  | 55  | 57  | 62  | 68  | 70  | 77  |

## Statistieken
| Boško Boškovič    | 1969-01-12 | FC Felgueiras       | 7 | 0 | 0 | 17 | 0  |
| Branko Zupan      | 1964-09-22 | Publikum Celje      | 1 | 0 | 0 | 8  | 0  |
| Verdediging       |            |                     |   |   |   |    |    |
| Robert Englaro    | 1969-08-28 | US Foggia           | 7 | 0 | 0 | 24 | 0  |
| Džoni Novak       | 1969-09-04 | Le Havre AC         | 7 | 0 | 0 | 22 | 2  |
| Darko Milanič     | 1967-12-18 | Sturm Graz          | 6 | 0 | 0 | 20 | 0  |
| Marinko Galič     | 1970-04-22 | Croatia Zagreb      | 5 | 2 | 0 | 24 | 0  |
| Aleš Križan       | 1971-07-25 | NK Maribor Branik   | 3 | 0 | 0 | 15 | 0  |
| Franc Cifer       | 1971-02-16 | NK Murska Sobota    | 2 | 2 | 0 | 7  | 0  |
| Andrej Poljšak    | 1968-06-24 | HIT Nova Gorica     | 1 | 0 | 0 | 9  | 0  |
| Miran Srebrnič    | 1970-01-08 | HIT Nova Gorica     | 1 | 0 | 0 | 1  | 0  |
| Middenveld        |            |                     |   |   |   |    |    |
| Aleš Čeh          | 1968-04-07 | Grazer AK           | 7 | 0 | 0 | 22 | 1  |
| Zlatko Zahovič    | 1971-02-01 | FC Porto            | 6 | 0 | 1 | 19 | 5  |
| Matjaž Florjančič | 1967-10-18 | Torino FC           | 5 | 0 | 1 | 18 | 1  |
| Peter Binkovski   | 1972-06-28 | Östers IF           | 3 | 3 | 0 | 16 | 1  |
| Gregor Židan      | 1965-10-05 | Maribor Branik      | 3 | 1 | 0 | 19 | 0  |
| Alfred Jermaniš   | 1967-01-21 | APOEL FC            | 3 | 0 | 0 | 22 | 1  |
| Amir Karič        | 1973-12-31 | Maribor Branik      | 2 | 1 | 1 | 3  | 1  |
| Damjan Gajser     | 1975-05-08 | Maribor Branik      | 1 | 3 | 0 | 5  | 0  |
| Vili Bečaj        | 1967-09-08 | HIT Nova Gorica     | 1 | 0 | 0 | 2  | 0  |
| Igor Benedejčič   | 1969-07-28 | Olimpija Ljubljana  | 1 | 0 | 0 | 5  | 1  |
| Vladimir Kokol    | 1972-01-03 | NK Murska Sobota    | 0 | 5 | 0 | 6  | 1  |
| Sandi Valentinčič | 1967-08-25 | VfB Oldenburg       | 0 | 3 | 0 | 5  | 0  |
| Aanval            |            |                     |   |   |   |    |    |
| Sašo Udovič       | 1968-12-12 | Lausanne Sports     | 5 | 0 | 5 | 15 | 10 |
| Ermin Šiljak      | 1973-05-11 | SC Bastia           | 4 | 1 | 2 | 8  | 3  |
| Primož Gliha      | 1967-10-08 | Chamois Niortais    | 3 | 1 | 1 | 21 | 6  |
| Mladen Rudonja    | 1971-07-26 | HIT Nova Gorica     | 3 | 0 | 0 | 8  | 0  |
| Ante Šimundža     | 1971-09-28 | Maribor Branik      | 1 | 0 | 0 | 2  | 0  |
| Ivica Vulič       | 1973-12-27 | Primorje Ajdovščina | 0 | 1 | 0 | 1  | 0  |

NZS · A-internationals · Bondscoaches · Selecties · Statistieken · Sloveens vrouwenelftal · Olympisch elftal · Slovenië U21 · Slovenië U20 · Slovenië U19 · Slovenië U18 · Slovenië U17 · Slovenië U16
1991 – 1999 ·
2000 – 2009 ·
2010 – 2019 ·
2020 − 2029
EK's: 1996 · 
2000 · 
2004 · 
2008 · 
2012 · 
2016 · 
2020 · 
2024
WK's: 1998 · 
2002 · 
2006 · 
2010 · 
2014 · 
2018 ·
2022
1991 · 
1992 · 
1993 · 
1994 · 
1995 · 
1996 · 
1997 · 
1998 · 
1999 · 
2000 · 
2001 · 
2002 · 
2003 · 
2004 · 
2005 · 
2006 · 
2007 · 
2008 · 
2009 · 
2010 · 
2011 · 
2012 · 
2013 · 
2014 · 
2015 · 
2016 · 
2017 · 
2018 ·
2019 ·
2020 ·
2021 ·
2022 ·
2023 ·
2024
Albanië ·
Algerije ·
Argentinië ·
Armenië ·
Australië ·
Azerbeidzjan ·
België ·
Bosnië en Herzegovina ·
Bulgarije ·
Canada ·
China ·
Colombia ·
Cyprus ·
Denemarken ·
Duitsland ·
Engeland ·
Estland ·
Faeröer ·
 Finland ·
Frankrijk ·
Georgië ·
Ghana ·
Gibraltar ·
Griekenland ·
Honduras ·
Hongarije ·
IJsland ·
Israël ·
Italië ·
Ivoorkust ·
Joegoslavië ·
Kazachstan ·
Kosovo ·
Kroatië ·
Letland ·
Litouwen ·
Luxemburg ·
Malta ·
Mexico ·
Moldavië ·
Montenegro ·
Nederland ·
Nieuw-Zeeland ·
Noord-Ierland ·
Noord-Macedonië ·
Noorwegen ·
Oekraïne ·
Oman ·
Oostenrijk ·
Paraguay ·
Polen ·
Portugal ·
Qatar ·
Roemenië ·
Rusland ·
San Marino ·
Saoedi-Arabië ·
Schotland ·
Servië ·
Servië en Montenegro ·
Slowakije ·
Spanje ·
Trinidad en Tobago ·
Tsjechië ·
Tunesië ·
Turkije · 
Uruguay ·
Verenigde Arabische Emiraten ·
Verenigde Staten ·
Wales ·
Wit-Rusland ·
Zuid-Afrika ·
Zweden ·
Zwitserland
Algerije (2010) · 
Engeland (2010) · 
Paraguay (2002) · 
Spanje (2002) · 
Verenigde Staten (2010) · 
Zuid-Afrika (2002)